# 5696 Ibsen
5696 Ibsen este un asteroid din centura principală de asteroizi.

## Descriere
5696 Ibsen este un asteroid din centura principală de asteroizi. A fost descoperit pe 24 septembrie 1960 la Observatorul Palomar de Cornelis Johannes van Houten, Ingrid van Houten-Groeneveld și Tom Gehrels. Asteroidul prezintă o orbită caracterizată de o semiaxă mare de 3,20 ua, o excentricitate de 0,16 și o înclinație de 3,3° în raport cu ecliptica.